# Левате
Левате (итал. Levate) је насеље у Италији у округу Бергамо, региону Ломбардија.
Према процени из 2011. у насељу је живело 3253 становника. Насеље се налази на надморској висини од 186 м.

## Становништво
Према резултатима пописа становништва 2011. у општини је живело 3.802 становника.
| 1936. | 1951. | 1961. | 1971. | 1981. | 1991. | 2001. | 2011. |
| ----- | ----- | ----- | ----- | ----- | ----- | ----- | ----- |
| 1.750 | 2.040 | 2.040 | 2.202 | 2.641 | 2.902 | 3.266 | 3.802 |